# Regione metropolitana di Porto Velho
Regione Metropolitana di Porto Velho è l'Area metropolitana di Porto Velho dello Stato dell'Rondônia in Brasile.

## Comuni
L'area metropolitana comprende al suo interno due comuni:
- Candeias do Jamari
- Porto Velho